# 榎本就時
榎本 就時（えのもと なりとき）は、江戸時代の武士。毛利氏の家臣で、長州藩（萩藩）士。家格は寄組。父は毛利氏の重臣である榎本元吉。

## 生涯
慶長10年（1605年）、毛利氏の重臣である榎本元吉の次男として生まれる。慶長12年（1607年）7月20日に兄・元忠が死去したため嫡男となる。
慶長16年（1611年）10月14日に「左近允」の官途名を毛利輝元から、慶長17年（1612年）9月28日には「中務大輔」の官途名と伊豆守の受領名に加え、「就」の偏諱を毛利秀就より与えられた。元和6年（1620年）9月5日には父の知行2001石1斗7升の内、1701石1斗7升を譲られ、元和8年（1622年）に18歳にして組頭となった。以後毛利秀就と綱広の二代に仕えて諸奉行を歴任し、明暦3年（1657年）5月には当職（国家老）に昇進した。
当職に在職中、毛利氏に式目格式の定めが無いことを憂慮して毛利元就以来の旧規を調べ、幕令も参考にして、万治3年（1660年）9月、万治制法（万治条目）と呼ばれる33ヶ条の制法を定め、翌寛文元年（1661年）には全29編としてまとめ上げた。
また、当時の萩藩には巨額の藩債があり、貯蔵金も皆無であったことから、就時は自ら倹約を守って冗費を省き、毛利氏伝来の宝器を納める宝蔵を建てて納戸倉の貯蔵金も収め、いかなる時にも宝蔵を開いてはならないとした。寛文3年（1663年）2月に就時が当職を辞して加判役に転じた時には、宝蔵に収められた貯蔵金は銀3300貫相当に達していたという。さらに、当職の堅田就政と共に財政再建のために減知されていた藩士の所領を戻し、その上で収入の25%を上納させて負担の軽減を図った。
嫡男の就益は家督を継ぐ前に死去したため、就益の子である就重に所領と家督を譲り、寛文8年（1668年）3月29日に死去。享年64。墓は北古萩の吉運山亨徳寺（曹洞宗）にある。